# 三點光鰓魚
三點光鰓魚（學名：Chromis verater），又稱三點光鰓雀鯛，是輻鰭魚綱鱸形目雀鯛科光鰓魚屬的其中一種，分布於中太平洋東部夏威夷群島、強斯頓環礁海域，深度6至160公尺，本魚體呈卵圓形且側扁，身體是深灰色或黑色，特徵是具有三個白點分別位於背鰭後基部、臀鰭後基部和尾鰭中基部，背鰭硬棘14枚、背鰭軟條12-14枚、臀鰭硬棘2枚、臀鰭軟條12-14枚，體長可達16公分，棲息在陡峭的岩壁，以浮游生物為食，繁殖期為十二月至六月，繁殖期時成對出現，雄魚會守護卵直到孵化，生活習性不明，可作為觀賞魚。